# فرودگاه کرامفوش
فرودگاه کرامفوش (به انگلیسی: Kramfors Airport) (به زبان بومی: Kramfors-Sollefteå flygplats) یک فرودگاه همگانی و نظامی مسافربری با کد یاتا KRF است که یک باند فرود آسفالت دارد و طول باند آن ۲۰۰۱ متر است. این فرودگاه در شهر کرامفوش کشور سوئد قرار دارد و در ارتفاع ۱۰ متری از سطح دریا واقع شده است.

## شرکت‌های هواپیمایی و مقصدهای پروازی
| شرکت‌های هواپیمایی       | مقصدهای پروازی                           |
| ----------------------- | ---------------------------------------- |
| رجیونال اکسپرس ایرلاینز | Hughenden، ماونت آیزیا، ریچموند، تانزویل |